# Borowiany (Silésie)
Pour les articles homonymes, voir Borowiany.
Borowiany (prononciation : [bɔrɔˈvjanɨ]) est une localité polonaise de la gmina de Wielowieś, située dans le powiat de Gliwice en voïvodie de Silésie.